# Răsimnicea, Ialomița
Răsimnicea este un sat în comuna Rădulești din județul Ialomița, Muntenia, România. ===.
"Aparținând comunei Rădulești, satul Răsimnicea e situat chiar in colțul de nord-vest al județului Ialomița, pe malul drept al raului Prahova. Prima atestare sigură a localitatii dateaza de la anul 1690, cand cronicarul Radu Popescu Vornicul nota in Istoriile domnilor Țării Românești despre trecerea domnitorului Constantin Brancoveanu peste apa Prahovei, în drum către Dragănești, unde l-a întalnit pe generalul habsburgic Heissler:`apa Praovei pre la Rasimnice în vad trecând`. Mult mai devreme însa, într-un hrisov din prima jumatate a veacului al XVI-lea, dat pentru hotărnicirea moșiei domnești de la Gherghița, sunt pomeniți`Răsipniși`, ceea ce poate fi numele original si totodată prima atestare pentru Răsimnicea.".   

"Resimnicea, sat, facind parte din com. rur, Radulesti-Resimnicea, jud. Ilfov, pi. Mostistea, situat la N. de Filitis, pe malul drept al riulul Prahova, la extremitatea județului despre jud. Prahova. Se intinde pe o suprafața de 356hect. , cu o populate de 345 locuitori. D-nii I. C. Calcianu si V. G. Niculescu au 221 hect. si locuitorii, 135 hect. Proprietarii cultiva 162 hect. (5 sterpe, 22 izlaz, 32 padure). Locuitorii cultiva tot terenul. Comerciul se face de 1 circiumar. Are o biserica, cu hramul Adormirea, deservita de 1 preot si 1 cintare^. Numarul vitelor mari e de 368 si al celor mici, de 202. "- citat din Marele Dicționar Geografic al Romîniei. 

## Filmografie
- We were the lucky ones (2024) - "Supraviețuitorii" TV Mini Series, Regia de Amit Gupta, Neasa Hardiman și Thomas KailCu Joey King, Logan Lerman,Hadas Yaron, Robin Weigert, Lior Ashkenazi, Amit RahavEva Feiler, ș.a... Filmările secvențelor de noapte cu Joey King (Halina) și Eva Feiler (Bella) din al doilea episod, "Lvov" Arhivat în 29 mai 2024, la Wayback Machine., .au fost făcute în satul Răsimnicea, pe malul drept al râului Prahova, în decembrie 2022.